# S级潜艇 (1931年)
英國皇家海軍的S級潛艇，是於1930年代早期建造的體積較小、著眼於在北海和地中海巡邏的一款潛艇，目的是取代更早的H級潛艇。二戰中，英軍大量建造S級潛艇，是皇家海軍歷史上訂購量最大的一款潛艇──15年中建造了62艘，而改進型從1940年到1945年共建造了50艘.

## 战史
1944年2月，运动员号击沉了德国运输船"Petrella"号，由于德国看守不肯打开舱门，船上3200名意大利战俘有2670人死亡。
在所有戰前建造的12艘S级中只有3条幸存到战后，以致于水手們从一首儿歌编出了一首歌《12艘小S艇》。